# بيل سوتون
بيل سوتون (بالإنجليزية: Bill Sutton)‏ هو سياسي نيوزلندي، ولد في 1944. حزبياً، نشط في حزب العمال النيوزيلندي. وقد انتخب عضو مجلس النواب النيوزيلندي.